# Серафим (Руженцов)
Серафи́м (в миру Серге́й Семёнович Руженцев или Руженцов; 12 (25) октября 1876, Могилёвская губерния — 3 марта 1935, Ленинград) — епископ Русской православной церкви. Один из лидеров обновленчества.

## Биография
В 1896 году окончил Могилёвскую духовную семинарию. В 1899 году окончил Санкт-Петербургский археологический институт со званием действительного члена. В 1900 году окончил Санкт-Петербургскую Духовную Академию со званием кандидата богословия за сочинение «Материальное положение духовенства» (Кат. № 605).
30 ноября 1901 года рукоположён в сан священника и назначен сверх штата к Преображенской церкви посёлка Стрельна Петергофского уезда Санкт-Петербургской губернии.
С 1 сентября 1902 года — священник и законоучитель Санкт-Петербургской женской рукодельной школы императрицы Марии Александровны. Одновременно с 1 сентября 1902 по 1 сентября 1904 года был законоучителем женской гимназии В. Н. Хитрово и городских училищ Санкт-Петербурга. 13 марта 1903 года награждён набедренником.
19 марта 1904 года назначен настоятелем Преображенской придворной церкви города Стрельны Петергофского уезда Санкт-Петербургской губернии. Одновременно с 19 марта 1904 по 1 сентября 1912 года служил законоучителем училища имени великой княгини Александры Иосифовны и учебной команды железнодорожного полка.
17 апреля 1905 года награждён бархатной фиолетовой скуфьёй. 24 марта 1907 года награждён камилавкой. 18 апреля 1910 года награждён наперсным крестом, из Кабинета Его Императорского Величества.
Одновременно с 1 сентября 1910 по 1 сентября 1912 года законоучитель начального училища Стрельнинской немецкой колонии. Одновременно с 1 октября 1910 по 26 февраля 1915 года законоучитель учебной команды лейб-гвардии Стрелкового артиллерийского дивизиона. Одновременно с 1 февраля 1913 по 1 сентября 1914 года был законоучителем женской гимназии В. Павловой. Одновременно с 20 августа 1913 по 26 февраля 1915 года был законоучителем Стрельнинской мужской гимназии.
В книге «Очерки русской церковной смуты» Анатолия Краснова-Левитина и Вадима Шаврова он характеризуется следующим образом: «был выходцем из придворного духовенства, и большую часть своей жизни он провёл в качестве священника дворцовой церкви в Стрельне. Это оставило неизгладимый след. Изящные, аристократические манеры и величавая осанка важного барина, утончённая вежливость, но с оттенком снисходительности, — таков был протоиерей Руженцов».
26 февраля 1915 года назначен смотрителем Сапожковского духовного училища, с возведением в сан архимандрита по принятии монашества. 7 марта 1915 года принял монашество. 8 марта 1915 года возведён в сан архимандрита. Удостоен степени магистра богословия.
16—19 августа 1917 года определён быть епископом Рязанским и Зарайским, но 17 ноября 1917 года постановление было отменено.
12 марта 1918 году определён быть епископом Михайловским, викарием Рязанской епархии, но почти сразу назначение было изменено.

### Епископ Муромский
12 мая 1919 года хиротонисан во епископа Муромского, викария Владимирской епархии. Хиротонию совершили: Патриарх Московский и всея России Тихон, митрополит Антоний (Храповицкий), митрополит Сергий (Страгородский) и другие иерархи.
В период управления церковной жизнью в Муроме епископу Серафиму выпало стать свидетелем надругания над святыми мощами, закрытия Благовещенского и Троицкого монастырей, а после издания 23 февраля 1922 года «Декрета ВЦИК об изъятии церковных ценностей на нужды голодающих» ещё и массового святотатства.
Его сопротивление изъятию церковных сосудов привело к его аресту и заключению. В автобиографических заметках епископа Ковровского Афанасия (Сахарова) «Датах и этапах моей жизни» указано, что, кроме епископа Муромского Серафима (Руженцева), во Владимирской тюрьме в июле 1922 года с епископом Афанасием находился московский протоиерей Миртов (скорее всего протоиерей Михаил Миртов).

### Участник обновленческого движения
14 мая 1922 года было обнародовано «Воззвание (Декларация)» группы «прогрессивного духовенства», имевшей целью захватить власть в Русской Православной Церкви и вызвать раскол епископата и священства. 16 мая представители этой группы объявили о создании ими Высшего церковного управления (ВЦУ).
16 июня 1922 года обновленческое ВЦУ признают митрополит Владимирский и Шуйский Сергий (Страгородский), архиепископ Нижегородский и Арзамасский Евдоким (Мещерский), архиепископ Костромской Серафим (Мещеряков). По данным Краснова-Левитина и Шаврова, примкнув к обновленчеству, «принадлежал к числу так называемых „тихих обновленцев“ — ни к каким группировкам не примыкал, ни на кого не доносил».
18 августа 1922 года назначен епископом Пермским и Соликамским, с возведением в сан архиепископа. 4 октября 1922 года назначение отменено. 10 ноября 1922 года постановлением ВЦУ назначен на Владимирскую обновленческую кафедру вместо смещённого с неё митрополита Сергия (Страгородского).
Вместе с митрополитом Сергием (Страгородским) принёс покаяние за уклонение в раскол. 13 (26) августа 1923 года принят Патриархом Тихоном в общение с Церковью.
14 августа 1923 года назначен архиепископом Рязанским и Зарайским. Назначение не принял. Вернулся в обновленческий раскол. Вновь был назначен епископом Муромским, викарием Владимирской обновленческой епархии.
1 марта 1924 года назначен епископом Владимирским и Шуйским, председателем обновленческого Владимирского епархиального управления с возведением в сан архиепископа. Кафедра располагалась в Успенском соборе Владимира. В мае 1924 года переименован в архиепископа Владимирского и Суздальского.
В июне 1924 года был участником обновленческого Всероссийского предсоборного совещания.
11 июля 1924 года назначен временным управляющим Московской обновленческой епархией. 4 сентября 1924 года назначен председателем обновленческого Московского епархиального управления.
16 октября 1924 года избран митрополитом Московским, управляющим Московской обновленческой епархией. 18 октября 1924 года утверждён митрополитом Московским, управляющим Московской обновленческой епархией, с поручением временного управления Владимирской обновленческой епархией. Кафедра располагалась в московском кафедральном храме Христа Спасителя.
24 ноября 1924 года избран членом президиума Всероссийского обновленческого синода, в котором занял должности заведующего административным и иностранным отделами. В тот же день, сохраняя Московскую обновленческую епархию, избран митрополитом Северо-Кавказским, управляющим Северо-Кавказской обновленческой митрополией и председателем обновленческого Северо-Кавказского краевого митрополитанского церковного управления.
7 декабря 1924 года присутствовал на акте Московской Богословской Академии в первую годовщину её основания. Подписался под обращением к Константинопольскому Патриарху Григорию VII.
В октябре 1925 года участвовал в «Третьем Всероссийском Поместном Соборе» (втором обновленческом), на котором переизбран членом Всероссийского обновленческого Синода.
10 октября 1925 года освобождён от управления Северо-Кавказской митрополией и переизбран членом президиума Всероссийского обновленческого Синода.
С 2 июня по 3 августа 1926 год временно управляющий Саратовской обновленческой епархией.
4 октября 1926 года переизбран председателем Московского епархиального управления. 19 октября того же года утверждён в данной должности.
10 мая 1927 года назначен митрополитом Ленинградским, управляющим Северо-Западной митрополией. 13 мая того же года в ознаменование трудов в качестве члена Президиума Священного Синода и заведующего Административным Отделом ему предоставлено право служения с предношением Креста. 8 июля 1927 года утверждён в должности «согласно избрания». В 1928 года переименован в управляющего Ленинградской митрополией и председателя Ленинградского Областного митрополитанского церковного управления.
Будучи митрополитом Ленинградским, имел довольно натянутые и неприязненный отношения со своим первым викарием, архиепископом Николаем Платоновым. В «Очерках русской церковной смуты» указывалось: «Морально чистоплотный и безукоризненно порядочный человек, любивший называть себя джентльменом, митрополит Серафим относился с брезгливым отвращением к своему старшему викарию, который был фактически при нём „комиссаром“. Понимая своё бессилие в борьбе с Платоновым, митрополит соблюдал в отношениях с ним внешний такт и вежливость. Всем, однако, было известно, что между двумя ленинградскими иерархами существуют холодные напряжённые отношения. И стиль митрополита был совсем иной, чем у его собрата: он никогда не позволял себе в проповедях личных выпадов против кого бы то ни было — никогда никого не задевал и ни перед кем не подхалимствовал».
18 ноября 1930 года награждён правом ношения двух панагий.
При митрополите Серафиме в Ленинграде в 1932 году был закрыт обновленческий кафедральный Казанский собор; митрополичью кафедру перенесли в храм Спаса-на-Сенной (Спасо-Успенский собор).
В конечном итоге конфликт с Николаем Платоновым, привёл к стремлению последнего занять его кафедру. В «Очерках русской церковной смуты» приводились такие слова митрополита Виталия (Введенского): «Бывало, приедет в Москву — и сразу же начинаются разговоры о митрополите Серафиме — и малоактивен и что-то ещё, и чего-чего только о нём не говорит».
5 сентября 1934 года «за бездеятельность» освобождён от управления Ленинградской митрополией. Уволен на покой без пенсии по докладу архиепископа Николая Платонова, его викария, за отказ участвовать в хиротонии во епископа женатого священника и за отказ вести проповедь против «тихоновцев».
Скончался 3 марта 1935 года в Ленинграде без покаяния. После торжественного отпевания в церкви святой великомученицы Екатерины был похоронен на Смоленском православном кладбище Ленинграда на Прямой дорожке недалеко от Церкви в честь Смоленской иконы Божией Матери.